# 482 (numero)
Quattrocentoottantadue (482) è il numero naturale dopo il 481 e prima del 483.

## Proprietà matematiche
- È un numero pari.
- È un numero composto con i seguenti divisori: 1, 2, 241. Poiché la somma dei suoi divisori è 244 < 482, è un numero difettivo.
- È un numero semiprimo.
- È un numero noncototiente.
- È un numero palindromo nel sistema di numerazione posizionale a base 9 (585).
- È un numero nontotiente (per cui la equazione φ(x) = n non ha soluzione).
- È parte delle terne pitagoriche (240, 418, 482), (482, 58080, 58082).

## Astronomia
- 482 Petrina è un asteroide della fascia principale del sistema solare.
- NGC 482 è una galassia spirale della costellazione della Fenice.

## Astronautica
- Cosmos 482 è un satellite artificiale russo.